# Безовје при Шентјурју
Безовје при Шентјурју (словен. Bezovje pri Šentjurju) је насељено место у општини Шентјур, Савињска регија, Словенија.

## Историја
До територијалне реорганизације у Словенији било је у саставу старе општине Шентјур при Цељу.

## Становништво
У попису становништва из 2011. године, Безовје при Шентјурју је имало 103 становника.
| Број становника према пописима | Број становника према пописима | Број становника према пописима |
| ------------------------------ | ------------------------------ | ------------------------------ |
| 1991                           | 2002                           | 2011                           |
| 100                            | 105                            | 103                            |

Напомена: До 1953. исказивано под именом Безовје. Године 1984. умањено за део насеља који је припојен насељу Шентјур.